# Kanton Valence-sur-Baïse
Valence-sur-Baïse is een voormalig kanton van het Franse departement Gers. Het kanton maakte deel uit van het arrondissement Condom. Het werd opgeheven bij decreet van 26 februari 2014, met uitwerking op 22 maart 2015.

## Gemeenten
Het kanton Valence-sur-Baïse omvatte de volgende gemeenten:
- Ayguetinte
- Beaucaire
- Bezolles
- Bonas
- Castéra-Verduzan
- Justian
- Lagardère
- Larroque-Saint-Sernin
- Maignaut-Tauzia
- Roquepine
- Roques
- Rozès
- Saint-Orens-Pouy-Petit
- Saint-Paul-de-Baïse
- Saint-Puy
- Valence-sur-Baïse (hoofdplaats)